# Camille Benjamin
Pour les articles homonymes, voir Benjamin.
Camille Benjamin (née le 22 juin 1966 à Cleveland, Ohio) est une joueuse de tennis américaine, professionnelle du début des années 1980 à 1996.
En 1984, elle a joué les demi-finales à Roland-Garros (battue par Chris Evert sur un double 6-0), sa meilleure performance en simple dans une épreuve du Grand Chelem.
Pendant sa carrière, Camille Benjamin a remporté deux titres WTA (un en simple, un en double dames).

## Palmarès

### Titre en simple dames
| No | Date       | Nom et lieu du tournoi | Catégorie | Dotation | Surface    | Finaliste           | Score    |  |
| -- | ---------- | ---------------------- | --------- | -------- | ---------- | ------------------- | -------- |  |
| 1  | 20-07-1987 | OTB Open, Schenectady  |           | 27 500 $ | Dur (ext.) | Vicki Nelson-Dunbar | 6-2, 6-3 |  |

### Finales en simple dames
| No | Date       | Nom et lieu du tournoi                 | Catégorie | Dotation | Surface    | Vainqueure     | Score    |          |
| -- | ---------- | -------------------------------------- | --------- | -------- | ---------- | -------------- | -------- | -------- |
| 1  | 09-09-1985 | Virginia Slims of Utah, Salt Lake City |           | 75 000 $ | Dur (ext.) | Stephanie Rehe | 6-2, 6-4 | Parcours |
| 2  | 12-10-1987 | Honda Classic, San Juan                |           | 75 000 $ | Dur (ext.) | Stephanie Rehe | 7-5, 7-6 | Parcours |

### Titre en double dames
| No | Date       | Nom et lieu du tournoi        | Catégorie | Dotation | Surface    | Partenaire         | Finalistes                            | Score    |          |
| -- | ---------- | ----------------------------- | --------- | -------- | ---------- | ------------------ | ------------------------------------- | -------- | -------- |
| 1  | 22-09-1986 | Virginia Slims of Tulsa Tulsa |           | 75 000 $ | Dur (ext.) | Dinky Van Rensburg | Svetlana Parkhomenko Larisa Savchenko | 7-6, 7-5 | Parcours |

### Finales en double dames
| No | Date       | Nom et lieu du tournoi         | Catégorie | Dotation  | Surface    | Vainqueures                   | Partenaire       | Score    |          |
| -- | ---------- | ------------------------------ | --------- | --------- | ---------- | ----------------------------- | ---------------- | -------- | -------- |
| 1  | 28-01-1985 | BMW Championships Marco Island |           | 100 000 $ | Dur (ext.) | Kathy Jordan Elizabeth Smylie | Bonnie Gadusek   | 6-3, 6-3 | Parcours |
| 2  | 21-10-1991 | Puerto Rico Open San Juan      | Tier IV   | 150 000 $ | Dur (ext.) | Rika Hiraki Florencia Labat   | Sabine Appelmans | 6-3, 6-3 | Parcours |

## Parcours en Grand Chelem

### En simple dames
| Année | Open d'Australie (janvier) | Open d'Australie (janvier) | Internationaux de France | Internationaux de France | Wimbledon       | Wimbledon          | US Open         | US Open         | Open d'Australie (décembre) | Open d'Australie (décembre) |
| ----- | -------------------------- | -------------------------- | ------------------------ | ------------------------ | --------------- | ------------------ | --------------- | --------------- | --------------------------- | --------------------------- |
| 1982  | n/a                        | n/a                        | -                        | -                        | -               | -                  | 1er tour (1/64) | Diane Desfor    | 1er tour (1/32)             | Alycia Moulton              |
| 1983  | n/a                        | n/a                        | 2e tour (1/32)           | Evonne Goolagong         | 3e tour (1/16)  | Barbara Potter     | 1er tour (1/64) | Kathy Jordan    | 2e tour (1/16)              | Zina Garrison               |
| 1984  | n/a                        | n/a                        | 1/2 finale               | Chris Evert              | 3e tour (1/16)  | Pam Shriver        | 1er tour (1/64) | Anne White      | 1er tour (1/32)             | Pam Shriver                 |
| 1985  | n/a                        | n/a                        | 2e tour (1/32)           | Sylvia Hanika            | 2e tour (1/32)  | Gabriela Sabatini  | 3e tour (1/16)  | Helena Suková   | 1er tour (1/32)             | Hana Mandlíková             |
| 1986  | n/a                        | n/a                        | 3e tour (1/16)           | Pam Casale               | 2e tour (1/32)  | Iva Budařová       | 3e tour (1/16)  | Manuela Maleeva | n/a                         | n/a                         |
| 1987  | 3e tour (1/16)             | Martina Navrátilová        | 3e tour (1/16)           | Gabriela Sabatini        | 2e tour (1/32)  | Catarina Lindqvist | 2e tour (1/32)  | Lori McNeil     | n/a                         | n/a                         |
| 1988  | 1er tour (1/64)            | L. Eldredge                | 1er tour (1/64)          | Susan Sloane             | 1er tour (1/64) | Patty Fendick      | 1er tour (1/64) | Betsy Nagelsen  | n/a                         | n/a                         |
| 1989  | 3e tour (1/16)             | Gabriela Sabatini          | 1er tour (1/64)          | Steffi Graf              | 1er tour (1/64) | Nicole Provis      | 3e tour (1/16)  | Regina Kordová  | n/a                         | n/a                         |
| 1990  | 1er tour (1/64)            | Rosalyn Fairbank           | 3e tour (1/16)           | Wiltrud Probst           | 2e tour (1/32)  | Monica Seles       | 2e tour (1/32)  | Linda Ferrando  | n/a                         | n/a                         |
| 1992  | -                          | -                          | -                        | -                        | -               | -                  | 1er tour (1/64) | Claudia Porwik  | n/a                         | n/a                         |
| 1993  | 1er tour (1/64)            | Ginger Helgeson            | -                        | -                        | -               | -                  | -               | -               | n/a                         | n/a                         |

À droite du résultat, l’ultime adversaire.

### En double dames
| Année | Open d'Australie (janvier)   | Open d'Australie (janvier) | Internationaux de France     | Internationaux de France   | Wimbledon                     | Wimbledon                   | US Open                       | US Open                     | Open d'Australie (décembre)  | Open d'Australie (décembre) |
| ----- | ---------------------------- | -------------------------- | ---------------------------- | -------------------------- | ----------------------------- | --------------------------- | ----------------------------- | --------------------------- | ---------------------------- | --------------------------- |
| 1983  | n/a                          | n/a                        | 1er tour (1/32) C. Vanier    | L. Antonoplis B. Jordan    | 1er tour (1/32) C. Vanier     | M. Mesker J. Russell        | 1er tour (1/32) C. Vanier     | Iva Budařová M. Skuherská   | 2e tour (1/8) C. Vanier      | R. Fairbank Eva Pfaff       |
| 1984  | n/a                          | n/a                        | 1/4 de finale Raschiatore    | Kohde-Kilsch H. Mandlíková | 3e tour (1/8) Raschiatore     | Jo Durie Ann Kiyomura       | 1er tour (1/32) Zina Garrison | B. Potter Sharon Walsh      | 2e tour (1/8) Vicki Nelson   | Chris Evert W. Turnbull     |
| 1985  | n/a                          | n/a                        | 1er tour (1/32) Jaime Kaplan | B. Gadusek C. Lindqvist    | 2e tour (1/16) Jaime Kaplan   | B. Nagelsen Anne White      | 2e tour (1/16) Rene Blount    | Navrátilová Pam Shriver     | 1er tour (1/16) Van Nostrand | T. Holladay H. Ludloff      |
| 1986  | n/a                          | n/a                        | 1er tour (1/32) Hu Na        | Chris Evert Anne White     | 1er tour (1/32) Kim Sands     | K. Maleeva M. Maleeva       | 2e tour (1/16) Hu Na          | Steffi Graf G. Sabatini     | n/a                          | n/a                         |
| 1987  | 1er tour (1/16) Van Rensburg | H. Mandlíková W. Turnbull  | 1er tour (1/32) Van Rensburg | R. Maršíková Silke Meier   | 1er tour (1/32) Louise Allen  | Lori McNeil Robin White     | 1er tour (1/32) Louise Allen  | Gretchen Rush Wendy White   | n/a                          | n/a                         |
| 1988  | 1/4 de finale Gretchen Rush  | Chris Evert W. Turnbull    | 3e tour (1/8) Hu Na          | Kohde-Kilsch Helena Suková | 2e tour (1/16) Alison Scott   | Katrina Adams Zina Garrison | 1er tour (1/32) Hu Na         | A. Sánchez C. Tanvier       | n/a                          | n/a                         |
| 1989  | 1er tour (1/32) Patricia Hy  | Jana Novotná Helena Suková | 3e tour (1/8) Van Rensburg   | Jana Novotná Helena Suková | 1er tour (1/32) Jaime Kaplan  | Chris Evert H. Mandlíková   | -                             | -                           | n/a                          | n/a                         |
| 1990  | 2e tour (1/16) D. Balestrat  | Jana Novotná Helena Suková | 1er tour (1/32) Louise Allen | Elise Burgin R. Fairbank   | 1er tour (1/32) Anne Minter   | G. Fernández Navrátilová    | 1er tour (1/32) Anne Minter   | T. Whitlinger T. Whitlinger | n/a                          | n/a                         |
| 1991  | -                            | -                          | 1er tour (1/32) A. Coetzer   | L. Ferrando Laura Golarsa  | 1er tour (1/32) Whittington   | R. Kordová A. Strnadová     | 3e tour (1/8) S. Appelmans    | MJ Fernández Zina Garrison  | n/a                          | n/a                         |
| 1992  | 2e tour (1/16) Alison Scott  | M. L. Piatek Robin White   | 1er tour (1/32) J. Santrock  | Mary Pierce P. Tarabini    | 1er tour (1/32) J. Santrock   | Jana Novotná L. Neiland     | 1er tour (1/32) J. Santrock   | M. Oremans Caroline Vis     | n/a                          | n/a                         |
| 1993  | 1er tour (1/32) Petra Thoren | Kimiko Date M. Jaggard     | -                            | -                          | 1er tour (1/32) Tracey Morton | Sandy Collins Robin White   | -                             | -                           | n/a                          | n/a                         |
| 1994  | 1er tour (1/32) Kimberly Po  | R. Dragomir Irina Spîrlea  | 1er tour (1/32) R. Dragomir  | G. Fernández N. Zvereva    | 1er tour (1/32) R. Dragomir   | S. Siddall A. Wainwright    | -                             | -                           | n/a                          | n/a                         |

Sous le résultat, la partenaire ; à droite, l’ultime équipe adverse.

### En double mixte
| Année | Open d'Australie (janvier), | Open d'Australie (janvier), | Internationaux de France      | Internationaux de France    | Wimbledon                   | Wimbledon                 | US Open                       | US Open                 | Open d'Australie (décembre), | Open d'Australie (décembre), |
| ----- | --------------------------- | --------------------------- | ----------------------------- | --------------------------- | --------------------------- | ------------------------- | ----------------------------- | ----------------------- | ---------------------------- | ---------------------------- |
| 1983  | n/a                         | n/a                         | 2e tour (1/16) Ney Keller     | P. Teeguarden Fred Stolle   | -                           | -                         | 1er tour (1/16) Gary Donnelly | E. Minter R. Crowley    | n/a                          | n/a                          |
| 1984  | n/a                         | n/a                         | -                             | -                           | 1er tour (1/32) D. Ralston  | Wendy White Charles Cox   | 1er tour (1/32) Rick Meyer    | B. Nagelsen Butch Walts | n/a                          | n/a                          |
| 1985  | n/a                         | n/a                         | 2e tour (1/16) Charles Buzz   | Zina Garrison V. Van Patten | 2e tour (1/16) Hank Pfister | W. Turnbull John Lloyd    | -                             | -                       | n/a                          | n/a                          |
| 1986  | n/a                         | n/a                         | 2e tour (1/16) G. Michibata   | R. Reggi Sergio Casal       | 2e tour (1/16) Nduka Odizor | Anne Hobbs M. Edmondson   | -                             | -                       | n/a                          | n/a                          |
| 1987  | 1er tour (1/16) Tony Mmoh   | M. Jaggard Shane Barr       | 2e tour (1/16) Todd Witsken   | Jenny Byrne Kim Warwick     | 2e tour (1/16) Mike Bauer   | Kathy Jordan Ken Flach    | -                             | -                       | n/a                          | n/a                          |
| 1988  | -                           | -                           | 2e tour (1/16) Charles Cox    | B. Schultz M. Schapers      | 2e tour (1/16) C. Beckman   | Lori McNeil M. Freeman    | -                             | -                       | n/a                          | n/a                          |
| 1989  | -                           | -                           | 1er tour (1/32) Bruce Man     | R. McQuillan T. Woodbridge  | -                           | -                         | -                             | -                       | n/a                          | n/a                          |
| 1990  | 2e tour (1/8) Todd Witsken  | E. Smylie J. Fitzgerald     | 1er tour (1/32) Bryan Shelton | C. Suire O. Delaitre        | 1er tour (1/32) Joey Rive   | E. Smylie J. Fitzgerald   | -                             | -                       | n/a                          | n/a                          |
| 1991  | -                           | -                           | 2e tour (1/16) Kent Kinnear   | Zina Garrison Rick Leach    | 2e tour (1/16) Kent Kinnear | Steffi Graf Henri Leconte | -                             | -                       | n/a                          | n/a                          |
| 1992  | -                           | -                           | 1er tour (1/32) Kent Kinnear  | Clare Wood C. Beckman       | -                           | -                         | -                             | -                       | n/a                          | n/a                          |

Sous le résultat, le partenaire ; à droite, l’ultime équipe adverse.

## Classements WTA en fin de saison

### En simple
| Année | 1983 | 1984 | 1985 | 1986 | 1987 | 1988 | 1989 | 1990 | 1991 | 1992 | 1993 | 1994 | 1995 |
| Rang  | 50   | 33   | 62   | 79   | 67   | 90   | 92   | 138  | 216  | 246  | 277  | 243  | 413  |

Source : (en) « Classements de Camille Benjamin », sur le site officiel du WTA Tour

### En double
| Année | 1986 | 1987 | 1988 | 1989 | 1990 | 1991 | 1992 | 1993 | 1994 | 1995 |
| Rang  | 92   | 97   | 82   | 102  | 143  | 86   | 126  | 136  | 162  | 755  |

Source : (en) « Classements de Camille Benjamin », sur le site officiel du WTA Tour